# Sukaresmi (Rongga)
Sukaresmi is een bestuurslaag in het regentschap Bandung Barat van de provincie West-Java, Indonesië. Sukaresmi telt 7917 inwoners (volkstelling 2010).